# ФК Портланд тимберси
Портланд тимберси (енгл. Portland Timbers) је амерички фудбалски клуб из Портланда, Орегон. Наступа у Западној конференцији МЛС лиге. 